# O Fantasma da Casa ao Lado
The Ghost Next Door (O Fantasma da Casa ao Lado no Brasil e em Portugal) é um dos livros da série Goosebumps, de R.L. Stine.

## Sinopse
Hannah está atormentada pela chegada de seu novo vizinho, que está sempre pálido e aparece do nada. Ao decorrer da história, coisas horríveis acontecerão com a personagem, até que sua menor suspeita se solidifique.